# 施泰內克山
47°44′35″N 11°59′45″E / 47.74293°N 11.99589°E

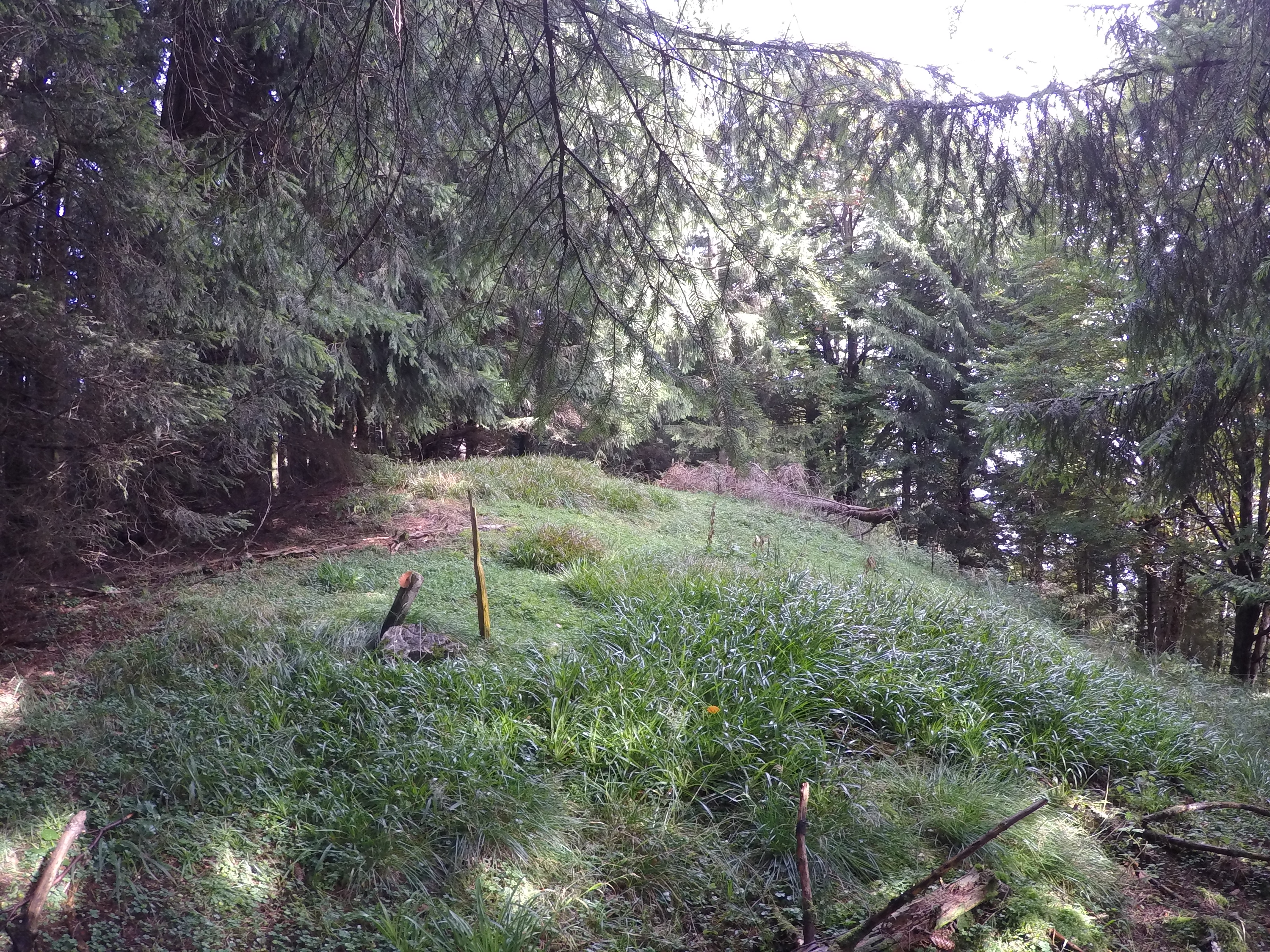

施泰內克山（德語：Sterneck），是德國的山峰，位於該國東南部，由巴伐利亞負責管轄，屬於芒法爾山脈的一部分，海拔高度1,241米，每年平均降雨量1,847毫米。